# كرسول متوسع
كرسول متوسع (الاسم العلمي:Crassula expansa) هو نوع نباتي يتبع جنس الكرسول من فصيلة الكرسولية.